# Christian Rapin
Pour les articles homonymes, voir Rapin.
Christian Rapin (en occitan Crestian Rapin), né à Clamart (Seine, aujourd'hui Hauts-de-Seine) le 16 janvier 1931 et mort le 2 août 2022 à Aiguillon,,, est un écrivain, poète et linguiste français d'expression occitane, auteur entre autres d'un dictionnaire français-occitan en 7 volumes publié entre 1991 et 2013.

## Biographie
Il est né en région parisienne dans une famille originaire de Tonneins (Lot-et-Garonne). Il suit des études d'espagnol et devient professeur de cette langue au lycée d'Agen (Lot-et-Garonne). Il est également diplômé de vietnamien de l'École nationale des langues orientales. Il est conseiller en occitan de l'inspection académique.
C'est un des fondateurs et des piliers, avec Marceau Esquieu et Jean Rigouste, de l'Escola occitana d'estiu (École occitane d'été) qui se tient chaque année, depuis 1973, au centre culturel occitan de Picapol, à Hautefage-la-Tour puis au lycée de Villeneuve-sur-Lot.
Christian Rapin a obtenu deux fois le Prix Jaufre Rudèl en 1959 pour Cants arbitraris et en 2008 pour Poèmas d'agost.

## Publications
- Cants arbitraris, prix Jaufre Rudel 1959.
- Diccionari francés-occitan (Agen), éd. Cap e Cap, 1970.
- Illari, novèla filosofica, 1971.
- Nòvas agenesas, éditions IEO, collection A Tots, n° 91, 1986.
- Diccionari francés-occitan segon lo lengadocian, 7 volumes, éditions IEO-IDECO, 1991-2013, 
  - tome I- lettres A - B (1991)  (ISBN 2-85910-109-8)
  - tome II- lettres C - D (1994)  (ISBN 2-85910-167-5)
  - tome III- lettres E - F - G (1999)  (ISBN 2-85910-250-7)
  - tome IV- lettres H - I - J - K - L - M (2002)  (ISBN 2-85910-281-7)
  - tome V- lettres N - O - P - Q  (2006)  (ISBN 978-2-85910-368-2)
  - tome VI- lettres R - S (2013)  (ISBN 978-2-85910-511-2)
  - tome VII- lettres T - U - V - W -X -Y - Z (2013)  (ISBN 978-2-85910-512-9).
- Lo Libre de M'Orgèn I, roman de science-fiction, éditions Princi Negre, 1994 (1re éd. 1973).
- Ego nominor Leo, roman, éditions du Gai Saber, 1996.
- Lo Libre de M'Orgèn II, roman de science-fiction, éditions Princi Negre, 2000.
- Poesia 2000, éditions du Gai Saber, 2001.
- A costat del vent, ADEO, cahier n° 3.
- Garona, ADEO, cahier n° 4.
- Poemas d'Agost, prix Jaufre Rudel 2008.

Traductions
- Retrach del colonisat d'Albèrt Memmi (Le portrait du colonisé traduit du français en occitan), éditions Vent Terral, col. Documents, 1983.
- Peau de Tatou de Jordi Punti (traduit du catalan en français), ed. Le serpent à plumes, coll. Nouvelles, 2007 (titre original Pell d'amardillo).
- L'art de savoir écouter de Francesc Torralba, éditions Privat, 2008 (titre original L'art de saber escoltar).